# Synzeuxis penthina
Synzeuxis penthina là một loài bướm đêm trong họ Geometridae.